# NGC 7645
NGC 7645 este o emission-line galaxy⁠(d) situată în constelația Sculptorul. A fost descoperită în 27 septembrie 1834 de către John Herschel. Se află la o distanță de 97 de megaparseci de Pământ.